# It's Not Unusual
It's Not Unusual är en sång skriven av Les Reed och Gordon Mills, och inspelad av Tom Jones. Låten kom att bli Jones genombrott både i Storbritannien och USA. Jimmy Page listar inspelningen som en av många han medverkar med gitarr på.

## Listplaceringar
| Lista (1965)   | Topplacering           |
| -------------- | ---------------------- |
| Frankrike      | 18                     |
| Irland         | 6                      |
| Kanada         | 2 (RPM)                |
| Storbritannien | 1 (UK Singles Chart)   |
| Sverige        | 20 (Kvällstoppen)      |
| USA            | 10 (Billboard Hot 100) |

### Fotnoter
1. ↑  ”Arkiverade kopian”. Arkiverad från originalet den 25 mars 2019. https://web.archive.org/web/20190325200742/https://www.jimmypage.com/discography/sessions. Läst 30 maj 2020.
2. ↑  ”Listplacering”. http://www.infodisc.fr/Tubes_Artistes_J.php. Läst 18 april 2021.
3. ↑  ”Listplacering”. http://irishcharts.ie/search/placement?page=1&search_type=title&placement=It%27s+Not+Unusual. Läst 18 april 2021.
4. ↑  ”Listplacering”. https://www.bac-lac.gc.ca/eng/discover/films-videos-sound-recordings/rpm/Pages/image.aspx?Image=nlc008388.5728&URLjpg=http%3a%2f%2fwww.collectionscanada.gc.ca%2fobj%2f028020%2ff4%2fnlc008388.5728.gif&Ecopy=nlc008388.5728. Läst 18 april 2021.
5. ↑  ”It's Not Unusual” (på engelska). Official Charts Company. 11 mars 1965. https://www.officialcharts.com/artist/11640/tom-jones/. Läst 22 juni 2015.
6. ↑  Hallberg, Eric (1993). Kvällstoppen i P3 (1:a uppl.). ISBN 91-630-2140-4
7. ↑  ”It's Not Unusual” (på engelska). Billboard. 11 mars 1965. https://www.billboard.com/music/tom-jones/chart-history. Läst 30 maj 2020.